# Аппенцелльский диалект
Аппенцелльский диалект (нем. Appenzellisch) — диалект немецкого языка, распространённый в швейцарской области Аппенцеллерланд (на периферии кантонов Аппенцелль-Ауссерроден и Аппенцелль-Иннерроден). Принадлежит к восточной группе верхнеалеманнских диалектов (восточношвейцарский диалект).